# Алонзо, Жером
Жером Алонсо (фр. Jérôme Alonzo; 20 ноября 1972, Ментона) — французский футболист, вратарь.

## Карьера
Жером Алонзо в 18 лет попал на заметку в футбольный клуб «Ницца» и в скором времени был им приобретён. Места в основе Жером добиться не сумел, проведя за пять сезонов всего семь матчей. В 1995 году голкипера приобрёл «Марсель», который после скандальных событий 1993 года находился во втором французском дивизионе и не имел практически никаких средств. Жером сразу стал основным голкипером команды, но после её возвращения в высшую лигу прекратил попадать в состав. За два сезона в «Олимпике» он сыграл 45 матчей.
Вскоре талантливым игроком заинтересовался «Сент-Этьен». «Марсель», получив неплохое денежное предложение, продал вратаря. Поначалу в «Сент-Этьене» дела складывались удачно: Жером провёл два полных сезона, но постепенно уступал своё место — в клубе появился будущий человек-паук — Жереми Жано.
В 2001 году перешёл в «Пари Сен-Жермен». Но толком за парижан никогда не играл — за семь сезонов он балансировал между местами первого, второго и третьего вратаря команды, поэтому и провёл за клуб всего 71 игру.
3 июня 2008 года в качестве свободного агента подписал контракт с «Нантом».
В 2010 заявил о завершении карьеры:
Я не заканчиваю свою карьеру чрезвычайно богатым, но мне это неважно. Прежде всего, мой путь был богат эмоциями. У меня была возможность играть с такими, как Роналдиньо, Паулетой, Хайнце, Дею, Окоча… Я ухожу счастливым»

## Семья, увлечения
Жером — сын Пьера Алонзо, известного тренера «ПСЖ», долгое время работающего в структуре клуба.
Кроме футбола Жером увлекается гольфом и покером.